# Hiberno-llatí

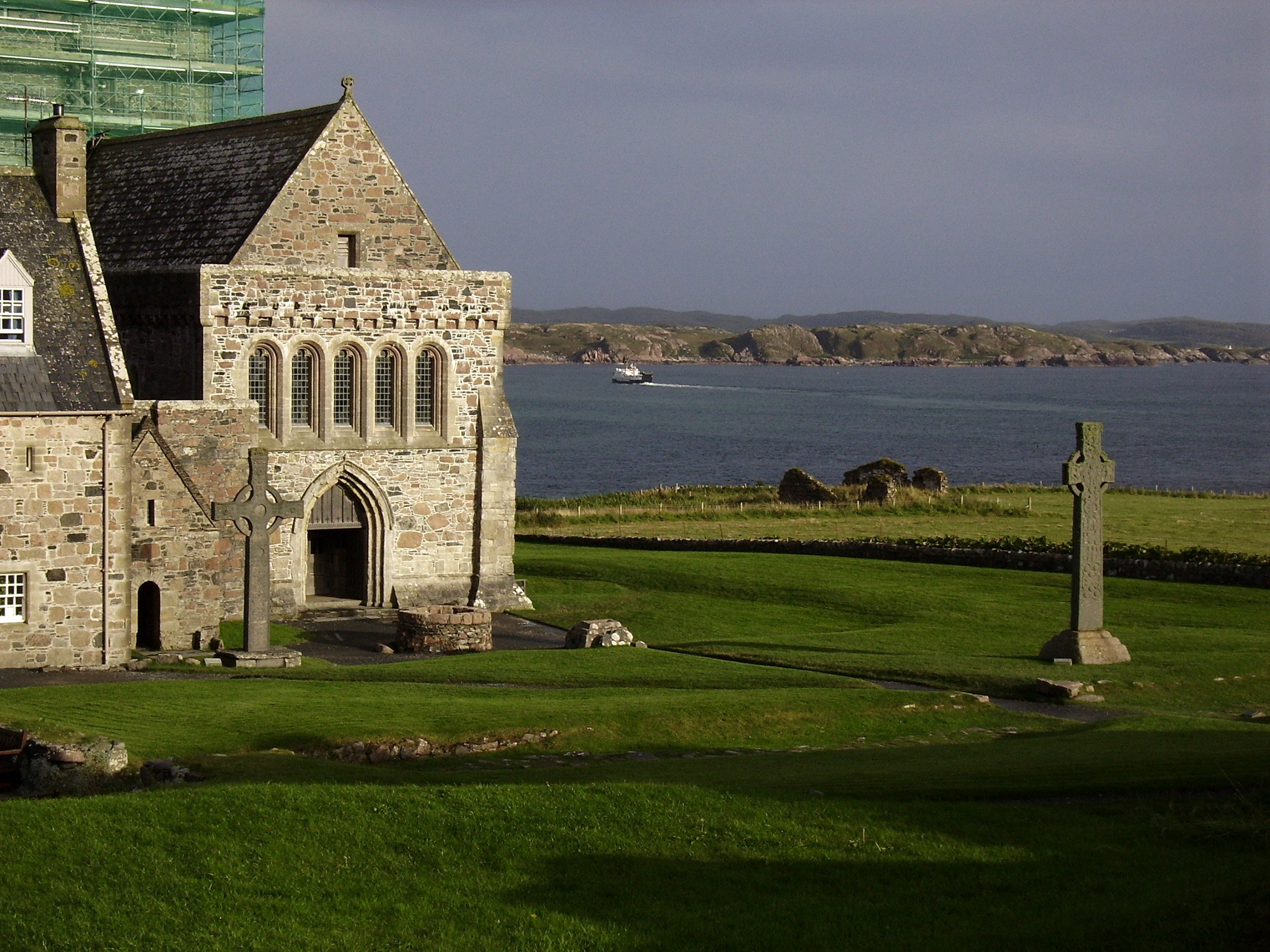
L'illa d'Iona, una de les pioneres de la literatura hiberno-llatí

L'hiberno-llatí o llati-hispèric va ser una literatura en llatí, on s'unien el joc i l'aprenentatge, els monjos irlandesos van ser els seus creadors i es va estendre durant un període del segle VI al segle x.
El llenguatge hiberno-llatí va ser notable pel seu vocabulari curiosament cercat. Encara que ni l'hebreu ni el grec no eren llengües ben conegudes a Europa durant aquest període, és paradoxal que els monjos irlandesos la parlaven amb fluïdesa; per produir efectes, els autors afegien paraules estranyes de tots dos idiomes, així com del celta. Se suposa que aquest vocabulari poètic, d'una investigació inusual, va ser el fet que els monjos aprenguessin paraules llatines a través de diccionaris i glossaris, i van mesclar aquestes paraules desconegudes amb les que els eren habituals; a diferència de molts altres monjos a l'Europa occidental en aquest moment, els irlandesos no parlaven una llengua descendent del llatí. Durant els segles VI i VII, el monacat irlandès es va estendre per l'Europa cristiana de l'Occident; monjos irlandesos expatriats que van fundar els monestirs i van portar els estils literaris del hiberno-llatí.
Hi han notables autors en les obres dels quals contenen una mica de l'esperit va hiberno-llatí, són per exemple, sant Columba d'Iona, sant Columbà, sant Adamnà i d'altres. També s' atribueix a l'autor gal·lès sant Gildas de Rhuys de l'obra De Excidio et Conquestu Britanniae, i d'un himne nomenat Lorica una oració per alliberar-se del dimoni, que és una interessant mostra de l'hiberno-llatí. Joan Escot Eriúgena va ser probablement un dels últims autors irlandesos en emprar els jocs de paraules en hiberno-llatí. Hildegarda de Bingen va conservar un vocabulari en llatí inusual, en ús en el seu convent i que apareix en alguns dels seus poemes; de tal manera que això també pot mostrar la influència de va hibernar-llatí.
L'estil assoleix el seu cim més alt en la Hisperica Famina, que significa més o menys «discursos occidentals»; són poemes descriptius amb retòrica expressada en una espècie de vers lliure. Hisperica s'entén com un bagul de paraules combinandas d'Hibernia, Irlanda i Hespèrides, les semi-llegendàries «illes occidentals» que poden haver estat inspirades per les Açores o les Illes Canàries; el model és típic del joc de paraules utilitzat per aquests autors. Un breu extret d'un poema de la Hisperica Famina mostra al poeta irlandès decorar els seus versos amb paraules gregues: